# صفات بارز امام
صفات بارز امام به موج گسترده‌ای از پیامک‌های طنز که از طریق وایبر و واتس‌اپ در میان کاربران ایرانی رد و بدل می‌شد گفته می‌شود. پس از تهدیدهای مسئولان سپاه نسبت به دستگیری ارسال کنندگان این گونه پیام‌ها متوقف شد. در این پیامک‌ها صفات روح‌الله خمینی، بنیان‌گذار جمهوری اسلامی به تمسخر گرفته می‌شود.

## پیشینه
پیش از موج طنز «صفات بارز امام» دربارهٔ افراد و چهره‌های شناخته شده لطیفه‌های زیادی ساخته و منتشر شده است. علی شریعتی و جنتی دو شخصیتی هستند که از سال‌های گذشته تا کنون لطیفه‌های بسیاری دربارهٔ آنان ساخته شده است، ده‌ها صفحه فیس‌بوکی با تعداد مخاطبان زیاد برای انتشار لطیفه‌های مرتبط با این دو شخصیت ساخته شده، اپلیکیشن‌هایی همچون وایبر، وی چت، لاین و واتس‌آپ پر از سخنان طنز و لطیفه دربارهٔ این دو چهره است اما از هفته گذشته تا کنون به یک‌باره در کمتر از چهل و هشت ساعت صدها لطیفه با مضمون برشمردن ویژگی‌های خمینی ساخته و در حجمی انبوه منتشر شد.

## توطئه
برخی از منتقدین و تحلیلگران سیاسی، این سؤال را مطرح می‌کنند که آیا این پدیده، حاصل یک توطئه حرفه‌ای به منظور فیلترینگ واتس‌آپ و وایبر نیست؟ سایت‌ها و روزنامه‌های حامی دولت، بر توطئه آمیز بودن و سازماندهی موج به راه افتاده در شبکه‌های ارتباطی و اجتماعی تأکید کرده و آن را بخشی از سناریوی جریان افراطی برای زمین گیر کردن دولت حسن روحانی اعلام داشتند. همزمان با افزایش فشارها به دولت در خصوص موج جوک به راه افتاده دربارهٔ خمینی، سایت «خبرآنلاین» در مطلبی به طور تلویحی پشت پرده این موج را در درون حکومت دانست. ابطحی، زیباکلام و طبیب زاده نوری، از ۳ دیدگاه مختلف، این موج طنز را ناشی از تئوری توطئه می‌دانند.

## واکنش‌ها
پس از انتشار هزاران جوک و مطلب طنز دربارهٔ خمینی در فاصله کمتر از سه روز، تلاش برای جلوگیری از فعال شدن باند پهن و دسترسی گسترده کاربران به بزرگراه مجازی به موضوع اظهار نظر تندروها و بخش‌هایی از حاکمیت بدل شد.
اسماعیل احمدی مقدم، فرمانده نیروی انتظامی از برخورد با کسانی که در شبکه‌های اجتماعی و فضای مجازی (تلفن همراه، توئیتر، وایبر، فیسبوک، اینستاگرام و برخی دیگر از شبکه‌های اجتماعی تلفن …) به خمینی، رهبر انقلاب ایران اهانت می‌کنند، خبر داد.
مکارم شیرازی نیز در سخنان خود گفت: «امروز بخشی از رسانه‌ها ابزار گناه شده‌اند و در حال حاضر یک جوان به راحتی می‌تواند از اینترنت با انواع فیلم‌ها در ارتباط باشد و باید توجه داشت که فضای اینترنت باید سالم‌سازی شده و آنهایی که می‌گویند فضای اینترنت سالم‌سازی شده است، بیایند تا به آنها آلودگی‌های این فضا را نشان دهیم.».

### دستگیری ۱۱ نفر
به فاصله چند هفته پس از انتشار مطالب طنزی در شبکه‌های اجتماعی پیرامون خمینی، یکی از فرماندهان سپاه استان فارس، خبر از بازداشت یازده تن به همین اتهام خبر داد.
«نیما راشدان»، کارشناس امنیت سایبری، دربارهٔ علت این برخورد به توانا می‌گوید: «حکومت‌هایی نظیر ایران زمانی با یک پدیده برخورد می‌کنند که از محبوبیت به نسبت بالایی در جامعه برخوردار شوند. زمانی که متوجه شدند بیشتر کاربران داخل از وایبر استفاده می‌کنند و وایبر تبدیل به نوعی شبکه اجتماعی شده است، دچار هراس شدند.»
اگرچه به دنبال اظهار نظر رئیس پلیس فتا مبنی اینکه پیام‌های خصوصی در وایبر توسط نیروهای این پلیس قابل کنترل است، شرکت وایبر در پاسخ به سؤالی در این زمینه به کمپین بین‌المللی حقوق بشر در ایران امکان کنترل مکالمات روی این اپلیکیشن را رد کرد و گفت پیام‌های متنی و صوتی روی این اپلیکشن رمزگذاری می‌شود و امکان شنود آن وجود ندارد.

### تقلید کردن حزب الله
پس از انتشار جوک و مطالب طنز فراوان دربارهٔ خمینی در فضای مجازی، «حزب‌الله سایبر» سایت وابسته به انصار حزب‌الله نرم‌افزار ویژگی‌های بارز امام را جهت دانلود کاربرانش به اشتراک گذاشت.